# Kim Jong-hyun (piosenkarz)
Kim Jong-hyun (kor. 김종현), pseud. Jonghyun (ur. 8 kwietnia 1990 w Seulu, zm. 18 grudnia 2017 tamże) – południowokoreański piosenkarz, tancerz, twórca tekstów, model oraz członek grupy SHINee, a także grupy SM The Ballad, obu należących do wytwórni SM Entertainment.

## Życiorys

### 2008–2014: Początki kariery
Przed swoim debiutem z SHINee, zaśpiewał w duecie z Zhang Liyin w piosence Wrongly Given Love do jej chińskiego albumu.
Jonghyun został odkryty podczas przesłuchania w S.M. Casting System w 2005 roku. Jonghyun udał się na przesłuchanie w S.M. Casting System. W 2008 roku został wybrany jako jeden z pięciu członków nowego boysbandu SHINee, którzy zadebiutowali 25 maja 2008 roku w programie Inkigayo stacji SBS. W 2009 roku Jonghyun zaczął współtworzyć piosenki zespołu, pisząc teksty do czwartego koreańskiego singla Juliette, który znalazł się na drugim minialbumie grupy Romeo. Jonghyun powiedział, że zainspirował go klasyczny film Romeo i Julia i chciał napisać historię romansu, który „zainteresuje wszystkich, ale także opowieść, z którą każdy może się identyfikować”.
W październiku 2010 roku Jonghyun był jednym z dwudziestu idoli z różnych południowokoreańskich zespołów, którzy nagrali piosenkę „Let’s Go” promującą szczyt G20 w Seulu, w 2010 roku. W listopadzie roku Jonghyun wraz z Jayem Kim (z TRAX), Kyuhyunem (z Super Junior) i piosenkarzem Jinho, utworzyli grupę projektową SM the Ballad założoną przez S.M. Entertainment, która skupiała się bardziej na balladach i R&B. Grupa wydała swój debiutancki minialbum Miss You 29 listopada 2010 roku. Zadebiutował 28 listopada 2010 roku w programie Inkigayo z promującym płytę utworem „Miss You”. Promowali także kolejny singel z płyty „Hot Times”.
W czerwcu 2011 roku Jonghyun pojawił się w programie Immortal Songs 2 stacji KBS, konkursie telewizyjnym, podczas którego piosenkarze wykonują nowe wersje starych piosenek sławnych muzyków. Jonghyun wygrał pierwszą rundę i pokonał swojego kolegę z wytwórni, Yesunga z Super Junior, ale opuścił program z powodu napiętego harmonogramu. Sam program znalazł się później pod ostrzałem widzów, którzy twierdzili, że metoda eliminacji programu jest zbyt surowa.
W październiku 2013 roku Jonghyun zadebiutował jako kompozytor z utworem „A Gloomy Clock” (kor. 우울시계), który znalazł się na trzecim koreańskim albumie IU – Modern Times. Dwa miesiące później, w grudniu, Son Dam-bi wydała piosenkę „Red Candle”, która została skomponowana i napisana przez Jonghyuna.
4 lutego 2014 roku SM Entertainment ujawniło, że do SM the Ballad dołączą nowi członkowie, a z pierwszego składu pozostanie tylko Jonghyun. Zaśpiewał wraz z Taeyeon z Girls’ Generation tytułowy utwór z nowego albumu Breath. W lipcu 2014 roku Jonghyun zadebiutował jako prowadzący programu radiowego Blue Night stacji MBC FM4U. MBC powiedziało, że stacja wybrała Jonghyuna na prowadzącego ze względu na jego zaangażowanie w działalność muzyczną i pasję do muzyki. Zastąpił wokalistę Ahn Jung-yeop z Brown Eyed Soul, która była prowadzącą od ponad trzech lat.
Jonghyun miał swój wkład w produkcję pierwszego minialbumu Taemina, Ace; skomponował i napisał utwór „Pretty Boy”, który ukazał się w sierpniu 2014 roku.

### 2015–2016: Solowy debiut zBASE,She Is
12 stycznia 2015 roku Jonghyun zadebiutował jako solista wydając pierwszy minialbum BASE. Choć optymistyczny utwór „Crazy (Guilty Pleasure)”, do którego Jonghyun napisał słowa, był początkowo planowany jako jedyny główny singel, wcześniej wydany utwór „Déjà-Boo” (kor. 데자-부 (Déjà-Boo)) został uznany za drugi singel promocyjny po tym, jak dobrze spisał się na cyfrowych listach przebojów. „Déjà-Boo” został wspólnie skomponowany przez Zion.T. Debiutancki minialbum Jonghyuna zyskał uznanie krytyków i zwrócił uwagę na jego udział w procesie tworzenia płyty oraz wielowątkową współpracę z artystami spoza S.M. Entertainment, w tym Younha, Wheesungiem i Zion.T. Minialbum zajął najwyższą pozycję na listach Billboard World Albuma i Gaon Album Chart. 10 stycznia telewizja Mnet potwierdziła, że Jonghyun pojawi się w pierwszym odcinku drugiego sezonu programu rozrywkowego 4 Things Show. W tym odcinku pojawili się także Taemin, Minkyung z Davichi i Zion.T jako przyjaciele piosenkarza.
W marcu 2015 roku Jonghyun skomponował i napisał piosenkę „Playboy”, która znalazła się w drugim koreańskim albumie Exo, Exodus. Miesiąc później, w kwietniu, Lim Kim wydała piosenkę „No More” na swoim trzecim minialbumie, Simple Mind, którą również skomponował i napisał Jonghyun.
W październiku Jonghyun pojawił się w programie Mnetu Monthly Live Connection, w którym dwóch artystów z różnych środowisk muzycznych współpracowało przy tworzeniu jednej piosenki. Jonghyun wydał singel „Elevator” 14 października jako część programu telewizyjnego. Następnie współpracował z Go Young-bae przy tworzeniu singla „I Guess Now It's The Fall” (kor. 가을이긴 한가 봐) oraz z piosenkarzem i autorem tekstów Jung Joon-youngiem w tworzeniu singla „Aewol” (kor. 애월).
W sierpniu 2015 roku odbył się jego pierwszy solowy koncert, będący częścią serii koncertów SM Entertainment – The Agit. Jonghyun wykonał utwory z pierwszego minialbumu. 17 września wydał kompilację The Collection: Story Op.1. Po premierze płyty piosenkarz zagrał w październiku 12 wyprzedanych koncertów z serii The Story by Jonghyun. Podczas każdego koncertu wystąpił inny gość: Onew i Taemin z Shinee, IU, Zion.T, Choi Jung-in, Lim Kim, Oksang Dalbit, Coffee Boy, Nine, Lee Ji-hyoung, Soran i poeta Ha Sang-wook.
Artysta opublikował we wrześniu książkę pt. Skeleton Flower: Things That Been Beended and Set Free, w której opowiada o swoich doświadczeniach w pisaniu piosenek i inspiracjach. W tym samym miesiącu, w prowadzonej przez siebie audycji radiowej, zaprezentował dziewięć utworów swojego autorstwa lub napisanych przy współpracy grupy kompozytorów WeFreaky. W październiku Jonghyun został wybrany jako jeden z pięciu najlepszych wokalistów k-popowych przez ankietę wypełnioną przez 40 anonimowych przedstawicieli branży muzycznej.
Jonghyun skomponował i napisał utwór „Already” (kor. 벌써 (Already)) z albumu Taemina – Press It, który ukazał się w lutym 2016 roku. Skomponował także piosenkę „Breathe” z albumu Lee Hi – Seoulite, wydanego w marcu 2016 roku. Piosenkarz wydał wspólny singel z grupą Heritage zatytułowany „Your Voice” (kor. 한마디 (Your Voice)), który został wydany 18 marca 2016 roku W ramach projektu SM Station.
24 maja SM Entertainment wydało pierwszy album studyjny Jonghyuna, She Is, składający się z dziewięciu piosenek, z których większość została napisana i skomponowana przez samego artystę.

### Śmierć
Według raportu policji, Jonghyun został znaleziony w wynajętym apartamencie w Cheongdam-dong, w południowym Seulu, około godziny 18:10 (KST) 18 grudnia 2017 roku. Wcześniej jego starsza siostra zadzwoniła na numer alarmowy wzywając do akcji ratowniczej o 16:42 mówiąc, że jest przekonana, że jej brat popełnia samobójstwo.
Popełnił samobójstwo poprzez zatrucie tlenkiem węgla. Trzy dni później odbyło się jego ostatnie pożegnanie.

## Dyskografia

### Solo
Albumy studyjne
- She Is (2016)
- Poet Artist (2018)

Minialbumy
- BASE (2015)

Kompilacje
- The Collection: Story Op.1 (2015)
- The Collection: Story Op.2 (2017)

## Filmografia

### Programy koreańskie
| Rok  | Tytuł             | Stacja telewizyjna | Uwagi              |
| ---- | ----------------- | ------------------ | ------------------ |
| 2011 | Immortal Song     | KBS                |                    |
| 2012 | Shinhwa Broadcast | JTBC               | gościnnie z Shinee |

### Programy rewiowe
| Rok  | Tytuł                 | Stacja telewizyjna | Uwagi                                |
| ---- | --------------------- | ------------------ | ------------------------------------ |
| 2008 | Shinee's Yunhanam     | Mnet               | pierwszy reality show zespołu Shinee |
| 2010 | Shinee's Hello Baby   | KBS                | drugi reality show zespołu Shinee    |
| 2012 | Shinhwa Broadcast     | JTBC               | gościnnie z Shinee                   |
| 2013 | Shinee's One Fine Day | MBC Music          | trzeci reality show zespołu Shinee   |